# Gubernatorzy generalni Trynidadu i Tobago
Gubernatorzy generalni Trynidadu i Tobago

## Gubernatorzy Trynidadu i Tobago
- William Robinson (1885-1891)
- Frederick Napier Broome (1891-1897)
- Hubert Edward Henry Jerningham (1897-1900)
- Cornelius Alfred Moloney (1900-1904)
- Henry Moore Jackson (1904-1908)
- George Ruthven Le Hunte (1909-1916)
- John Robert Chancellor (1916-1921)
- Samuel Herbert Wilson (1922-1924)
- Horace Archer Byatt (1924-1930)
- Alfred Claud Hollis (1930-1936)
- Arthur George Murchison Fletcher (1936-1938)
- Hubert Winthrop Young (1938-1942)
- Bede Edmund Hugh Clifford (1942-1947)
- John Valentine Wistar Shaw (1947-1950)
- Hubert Elvin Rance (1950-1955)
- Edward Betham Beetham (1955-1960)
- Solomon Hochoy (1960-1962)

## Gubernatorzy generalni Trynidadu i Tobago
| # | Portret | Imię i nazwisko | Objął urząd      | Opuścił urząd    | Suweren     |
| - | ------- | --------------- | ---------------- | ---------------- | ----------- |
| 1 |         | Solomon Hochoy  | 31 sierpnia 1962 | 15 września 1972 | Elżbieta II |
| 2 |         | Ellis Clarke    | 15 września 1972 | 1 sierpnia 1976  | Elżbieta II |

- Urząd zniesiono po proklamowaniu republiki w 1976 r.